# North American flora
North American flora (w publikacjach cytowana w skrócie jako N. Amer. Fl. lub North. Am. fl.) – biologiczne czasopismo naukowe wydawane przez Ogród Botaniczny w Nowym Jorku. Publikowane w nim są artykuły z zakresu botaniki i mykologii. Planowano skompletować Florę w 34 tomach. Około 94 części z 24 tomów ukazało się w nieregularnych odstępach między 1905 a 1949 rokiem. Projekt został przerwany. Zamiast tego ukazuje się II seria flory północnoamerykańskiej, zapoczątkowana w 1954 roku (”North American flora series II, pt. 13 (14 Nov. 1990).
Numery czasopisma zostały zdigitalizowane i dostępne są w internecie w formie plików pdf, jp2, ocr, all. (ponad 80 numerów). Nie są ułożone w porządku chronologicznym. Opracowano 5 istniejących w internecie skorowidzów umożliwiających odszukanie artykułu:
- Title – na podstawie tytułu
- Author – na podstawie nazwiska autora
- Date – według daty
- Collection – według grupy zagadnień
- Contributor – według instytucji współpracujących

Istnieje też indeks zdigitalizowanych numerów czasopisma ze spisem ich treści. 
Tomy 4, 5, 8, 12, 13, 20, 26, 27, 30 i 31 nigdy nie opublikowane.
ISSN: 0078-1312 
OCLC: 1760506